# Scalacronica
Scalacronica (1066-1362) es una crónica escocesa escrita en anglonormando por sir Thomas Grey de Heaton (Northumberland), mientras estaba retenido por los escotos en Edimburgo tras una emboscada en 1355. La crónica narra la historia de Gran Bretaña y es uno de los primeros documentos históricos escritos por un miembro de la nobleza inglesa. 
La obra muestra las perspectivas políticas de la clase gobernante de este país acerca del resto del mundo. Aunque se basa en otras fuentes existentes en esa época, Grey se basó también en su memoria y en el folclore que había escuchado de su padre cuando era joven, para completar la parte de la obra que trata de Eduardo I de Inglaterra en adelante.
Scalacronica no es sólo una historia de Gran Bretaña, ya que comienza desde la creación del mundo y resume la historia de Israel, Troya y Roma. En cada período se toman en cuenta varios países, Inglaterra y Escocia, luego Roma, Alemania, Francia y España también.